# Caterina Banti
Caterina Marianna Banti (Roma, 13 giugno 1987) è un'ex velista italiana, specializzata nella categoria Nacra 17.

## Carriera
Nel 2021, in coppia con Ruggero Tita, viene selezionata dal direttore tecnico della Federazione Italiana Vela Michele Marchesini per gareggiare alle Olimpiadi di Tokyo 2020. Qui il 3 agosto ha vinto la medaglia d'oro nel Catamarano Misto (Nacra 17). Vanta inoltre quattro medaglie mondiali - quattro ori (2018, 2022, 2023 e 2024) e un bronzo (2017) - e quattro ori europei (2017, 2018, 2020 e 2022).
Nel 2022 vince il premio Rolex World Sailor of the Year quale migliore velista Mondiale nella categoria femminile, mentre il compagno di barca Ruggero Tita si aggiudica il premio maschile.
Ai Giochi Olimpici di Parigi 2024, si riconferma campionessa olimpica in coppia con Ruggero Tita sempre sul Nacra 17. Dopo il secondo oro olimpico annuncia il suo ritiro dall'attività agonistica.

## Palmarès
- Giochi olimpici

Tokyo 2020:  Oro nel Catamarano Misto (Nacra 17)
Parigi 2024:  Oro nel Catamarano Misto (Nacra 17)
- Campionati mondiali di vela

Aarhus 2018:  Oro nel Catamarano Misto (Nacra 17)
St. Margarets Bay 2022:  Oro nel Catamarano Misto (Nacra 17)
L'Aia 2023:  Oro nel Catamarano Misto (Nacra 17)
La Grande-Motte 2024:  Oro nel Catamarano Misto (Nacra 17)
La Grande-Motte 2017:  Bronzo nel Catamarano Misto (Nacra 17)
- Campionati europei di vela

Kiel 2017:  Oro nel Catamarano Misto (Nacra 17)
Gdynia 2018:  Oro nel Catamarano Misto (Nacra 17)
Lake Attersee 2020:  Oro nel Catamarano Misto (Nacra 17)
Aarhus 2022:  Oro nel Catamarano Misto (Nacra 17)